# Arthur Hervey
 (septembre 2023).
Si vous disposez d'ouvrages ou d'articles de référence ou si vous connaissez des sites web de qualité traitant du thème abordé ici, merci de compléter l'article en donnant les références utiles à sa vérifiabilité et en les liant à la section « Notes et références ».
Pour les articles homonymes, voir Hervey.
Arthur Charles Hervey (20 août 1808 - 9 juin 1894) est un évêque anglais qui est Évêque de Bath et Wells de 1869 à 1894. Il est généralement connu par son titre de courtoisie aristocratique, "Lord", plutôt que par le Prédicat honorifique approprié pour un évêque, le très révérend. 

## Éducation
Il est le quatrième fils de Frederick Hervey (1er marquis de Bristol), d'Elizabeth Albana Upton, fille de Clotworthy Upton, 1er baron de Templetown. Son grand-père paternel est Frederick Hervey (4e comte de Bristol), évêque de Derry. Il est né à la maison de son père à Londres, 6 St James's Square, le 20 août 1808. De 1817 à 1822, il vit à l'étranger avec ses parents, principalement à Paris, et est instruit par un tuteur privé. Il entre au Collège d'Eton en 1822 et y reste jusqu'en 1826. Il entre au Trinity College de Cambridge en 1827 et, après une résidence de deux ans et demi, obtient une première classe de tripos classiques et obtient son diplôme de BA en 1830 . 

## Carrière
Ordonné diacre et prêtre en octobre 1832, Hervey est installé en novembre dans la petite paroisse d'Ickworth-Chedburgh, dans le Suffolk, à laquelle il est associé jusqu'en 1869. Chedburgh, étant en 1844 séparé d’Ickworth et associé à Horningsheath ou à Horringer, il devient également vicaire de Horringer jusqu’en 1856 où il est institué au presbytère qu’il occupe avec Ickworth. Il est actif dans le travail de bureau, joue un rôle de premier plan dans l’organisation d’établissements d’enseignement à Bury St Edmunds et semble avoir été le premier à proposer un système de vulgarisation universitaire . En 1862, il est nommé archidiacre de Sudbury. 
À la démission de Lord Auckland, Évêque de Bath et Wells, en 1869, il se voit offrir l'évêché sur recommandation de William Ewart Gladstone et est consacré le 21 décembre. Il reste en poste jusqu'à sa mort en 1894. C'est un évangélique modéré. 

## Travaux
Hervey est un bon linguiste et produit des travaux historiques. Il est l'un des membres du comité de réviseurs de la version autorisée de l'Ancien Testament, qui siège de 1870 à 1884. En 1885, il reçoit le titre honorifique de docteur en philosophie de l'université d'Oxford en reconnaissance de ses services. Il a largement contribué au Dictionnaire de la Bible de William Smith et au commentaire du président . Outre les sermons et les conférences, les charges et les pamphlets, il est l'auteur de The Genealogies of our Lord (1853). 

## Famille
Il épouse Patience Singleton, fille de John Singleton (né Fowke), de Hacely, Hampshire, et de Mell, comté de Louth, le 30 juillet 1839. Ils ont douze enfants, dont cinq fils et trois filles lui ont survécu. Il meurt à Hackwood, près de Basingstoke, chez son gendre, C. Hoare, le 9 juin 1894, dans sa quatre-vingt-sixième année et est enterré à Wells.   